# Croton abutilopsis
Espèce
Classification APG III (2009)
Croton abutilopsis est une espèce de plantes à fleurs du genre Croton et de la famille des Euphorbiaceae originaire du Brésil (Mato Grosso do Sul).
Il a pour synonyme :
- Julocroton abutiloides S.Moore